# Jules Berry
Jules Berry, ursprungligen Marie Louis Jules Paufichet, född 9 februari 1883 i Poitiers, död 23 april 1951 i Paris, var en fransk skådespelare.

## Filmografi i urval
- 1949 - En mördares ansikte (Portrait d'un assassin)
- 1947 - Värdshuset Krönta fisken
- 1947 - Ungersk rapsodi
- 1942 - Nattens gäster
- 1931 - Falska miljonären
- 1928 – Pengar (L'Argent)